# (6826) Lavoisier
(6826) Lavoisier  es un asteroide perteneciente al cinturón de asteroides, descubierto el 26 de septiembre de 1989 por Eric Walter Elst desde el Observatorio La Silla, en Chile.

## Designación y nombre
Lavoisier se designó inicialmente como 1989 SD1.
Más adelante fue nombrado en honor al científico francés, uno de los fundadores de la química moderna, Antoine Lavoisier (1743-1794).

## Características orbitales
Lavoisier orbita a una distancia media del Sol de 2,9041 ua, pudiendo acercarse hasta 2,8077 ua y alejarse hasta 3,0005 ua. Tiene una excentricidad de 0,0331 y una inclinación orbital de 3,4931° grados. Emplea en completar una órbita alrededor del Sol 1807 días.

## Características físicas
Su magnitud absoluta es 12,9. Tiene 6,455 km de diámetro. Su albedo se estima en 0,353.